# Ben Bass
Benjamin Langer « Ben » Bass, né le 14 août 1968 à Baltimore dans l'état du Maryland aux États-Unis, est un acteur de télévision et de théâtre canado-américain.

## Biographie
À l'âge de 7 ans, il déménage avec sa famille à Vancouver dans la province de Colombie-Britannique au Canada. Il parle français couramment. Il a commencé à la télévision dans un épisode de 21 Jump Street (Don't Pet the Teacher) en 1987 et au théâtre dans Angry Housewives pour lequel il est proposé aux Vancouver Jesse Award pour le Meilleur second rôle.
Après l’obtention du rôle du jeune Elvis Presley dans la pièce Are you Lonesome Tonight au Festival de Charlottetown, il étudie à l'Académie de musique et d'art dramatique de Londres, puis à l'École internationale de théâtre Jacques Lecoq à Paris.
De retour au Canada, il enchaîne des rôles de figurant puis apparaît dans le casting de la série Forever Knight où il incarne un vampire espagnol du XVIe siècle, Javier Vachon. Au théâtre, il apparaît au Festival de Stratford (Ontario) et au festival The Atlantic Theatre en Nouvelle-Écosse. Il commence à être connu et il obtient des rôles dans les séries telles que Beggars and Choosers, First Wave, Monk, Flashpoint (saison 1, épisode 3), Queer as Folk, Law & Order (New York Police judiciaire, saison 17, épisode 11), Dead Like Me (épisode 11, saison 1, The Bicycle Thief), Stargate SG-1 (saison 4, épisode 13 : Steven), et Tom Stone, et dans le téléfilm Last Exit (2006), The Love Crimes of Gillian Guess (2004), Bonanno: A Godfather’s Story (1999), Murder in a Small Town (1999). Il est actuellement dans la série Rookie Blue diffusée sur 13e rue dans le rôle de Sam Swarek, débuté en juin 2010. Le 11 juin 2011, il épouse l'actrice Laura Carswell. Ils se séparent en 2015.

## Filmographie
| Année     | Titre                             | Rôle                                         | Notes                             |
| --------- | --------------------------------- | -------------------------------------------- | --------------------------------- |
| 1987      | 21 Jump Street                    | Leonard                                      | 1 Episode                         |
| 1987      | Street Legal                      | New Mel                                      | 1 Episode                         |
| 1989-1991 | Les deux font la loi              | Trevor Andrews                               | 2 Episodes                        |
| 1992      | A Killer Among Friends            | Steve                                        | Téléfilm                          |
| 1995-1996 | Le Justicier des ténèbres         | Javier Vachon                                | 13 Episodes                       |
| 1998      | A Cool, Dry Place                 | Agent de placement                           |                                   |
| 1998      | Bride of Chucky                   | Lieutenant Ellis                             |                                   |
| 1998      | Scandaleusement vôtre             | Rex Reed                                     | Téléfilm                          |
| 1999      | Murder in a Small Town            | Michael                                      | Téléfilm                          |
| 1999      | Bonanno: A Godfather's Story      |                                              | Téléfilm                          |
| 1999      | The Hunger                        | Dave                                         | 1 Episode                         |
| 1999-2001 | Beggars and Choosers              | Brian Peske                                  | 29 Episodes                       |
| 1999-2001 | Da Vinci's Inquest                | Rick O'Malley (1999); Avocat de Hardy (2001) | 2 Episodes                        |
| 2000      | First Wave                        | Russ                                         | 1 Episode                         |
| 2000      | Chérie, j'ai rétréci les gosses   | Contrôleur ND-3                              | 1 Episode                         |
| 2000      | Hollywood Off-Ramp                |                                              | 1 Episode                         |
| 2000      | Stargate SG-1                     | Dr. Steven Rayner                            | 1 Episode                         |
| 2000      | The 6th Day                       | Garde du corps                               |                                   |
| 2000-2001 | Big Sound                         | Darryl                                       | 8 Episodes                        |
| 2001      | Strange Frequency                 | Tom West                                     | Téléfilm                          |
| 2001      | The Lone Gunmen                   | Josh Gillnitz                                | 1 Episode                         |
| 2001      | Night Visions                     | Paul                                         | 1 Episode                         |
| 2002      | Jeremiah                          | Rasmussen                                    | 1 Episode                         |
| 2002      | Monk                              | Gavin Lloyd                                  | 2 Episodes                        |
| 2002-2003 | Tom Stone                         | Graham Pearson                               | 7 Episodes                        |
| 2003      | The Twilight Zone                 | Trevor Black                                 | 1 Episode                         |
| 2003      | Bliss                             | Marcus                                       | 1 Episode                         |
| 2003      | Dead Like Me                      | Chris Freedman                               | 1 Episode                         |
| 2004      | The Chris Isaak Show              | Ben                                          | 1 Episode                         |
| 2004      | The Love Crimes of Gillian Guess  | Peter Gill                                   | TV movie                          |
| 2004-2005 | The Eleventh Hour (Bury the Lead) | Henry Shelley                                | 13 Episodes                       |
| 2005      | Queer as Folk                     | Tad                                          | 2 Episodes                        |
| 2006      | Last Exit                         | David                                        | Téléfilm                          |
| 2007      | Law & Order                       | Dr. Adam Vaughn                              | 1 Episode                         |
| 2008      | Would Be Kings                    | Jamie Collins                                | Mini-série TV                     |
| 2008      | Flashpoint                        | Harlan Geddes                                | 1 Episode                         |
| 2008      | Dream                             | Man                                          | Court-métrage                     |
| 2010-2015 | Rookie Blue                       | Officier/Detective Sam Swarek                | Rôle principal                    |
| 2014      | The Good Sister                   | Jack                                         | Téléfilm                          |
| 2015      | Love's Complicated                | Cinco Dublin                                 | Téléfilm; VF : Christian Perrault |
| 2017      | Saving Hope                       | Doug Reid                                    | 1 Episode                         |
| 2018      | The Detail                        | Marc Savage                                  |                                   |

## Récompenses
| Année | Cérémonie              | Catégorie                                                                                            | Travail           | Résultat   | Ref   |
| ----- | ---------------------- | --- | ----------------- | ---------- | ----- |
| 1987  | Vancouver Jesse Award  | Meilleur second rôle dans une pièce de théâtre                                                       | Angry Housewives  | Nomination |       |
| 2005  | Gemini Award           | Meilleure performance d'un acteur dans un rôle dramatique principal                                  | The Eleventh Hour | Nomination |       |
| 2008  | Gemini Award           | Meilleure performance d'un acteur dans un rôle principal dans une série dramatique ou une mini-série | Would Be Kings    | Nomination |       |
| 2014  | Canadian Screen Awards | Meilleure performance d'un acteur dans un rôle dramatique principal continu                          | Rookie Blue       | Nomination | [ 1 ] |
| 2016  | Canadian Screen Awards | Meilleure performance d'un acteur dans un rôle dramatique principal continu                          | Rookie Blue       |            |       |